# 新疆生产建设兵团第三师红旗农场
新疆生产建设兵团第三师红旗农场是中华人民共和国新疆生产建设兵团第三师下辖的一个农场，与新疆维吾尔自治区图木舒克市红石榴镇实行“场镇合一”的管理体制。

## 历史
1958年3月，新疆维吾尔自治区决定在阿图什县松它克乡建立红旗农场，属自治区农垦厅管辖，为正县级单位。1962年，红旗农场改由阿图什县管辖。1964年，红旗农场改由克孜勒苏柯尔克孜自治州管辖，改名为五七农场。文化大革命结束后，五七农场改回红旗农场，红旗农场重归阿图什县管理，1979年，红旗农场由阿图什县移交克孜勒苏柯尔克孜自治州农垦局管辖。1984年4月，红旗农场划入新疆生产建设兵团农三师（第三师）建制，为正营级单位。2004年7月，红旗农场纳入伽师总场托管。2018年，红旗农场脱离伽师总场托管，升级为正团级单位。 

## 地理
红旗农场位于布谷孜河下游冲击平原上，东经76度21分，北纬39度42分，海拔1200米—1700米之间。东边与伽师县伽师九乡接壤，西边与阿图什市格达良乡的托卡依水库接壤，北临314国道，南边与阿图什市格达良乡接壤，距克孜勒苏柯尔克孜自治州阿图什市以东20公里，距喀什市67公里。农场可垦面积8.5万亩，已开垦面积5.3万亩，其中耕种2.2万亩，主产棉花、葡萄、无花果等。
红旗农场户籍人口4469人，其中少数民族4049人，汉族420人；常住人口4736人（其中少数民族3906人，汉族830人）；在职职工389人。红旗农场有中国共产党基层党支部6个，党员153人，其中预备党员10人，男122人，女31人，汉族61人，少数民族92人。

## 政治

### 现任领导
| 机构     | · 中国共产党 · 红旗农场委员会 · 书记 | 叶城二牧场 场长        |
| -------- | ------------------------------------ | ---------------------- |
| 姓名     | 钟凌风                               | 木那丁·艾尼完尔        |
| 民族     | 汉族                                 | 维吾尔族               |
| 籍贯     | 湖南省新宁县                         | 新疆维吾尔自治区伊宁市 |
| 出生日期 | 1981年12月（43歲）                   | 1969年2月（56歲）      |
| 就任日期 | 2021年7月                            | 2018年6月              |

### 行政区划
新疆生产建设兵团第三师红旗农场下辖以下单位：
场部、一连、二连、三连、上巴羌生活区、中巴羌生活区和下巴羌生活区。